# Kazahstan la Jocurile Olimpice de vară din 2016
Kazahstanul a participat la Jocurile Olimpice de vară din 2016 de la Rio de Janeiro în perioada 5 – 21 august 2016, cu o delegație de 103 de sportivi, care a concurat în 18 sporturi. Cu un total de 17 medalii – cel mai bun rezultat din istoria sa –, inclusiv trei de aur, Kazahstan s-a aflat pe locul 22 în clasamentul final.

## Participanți

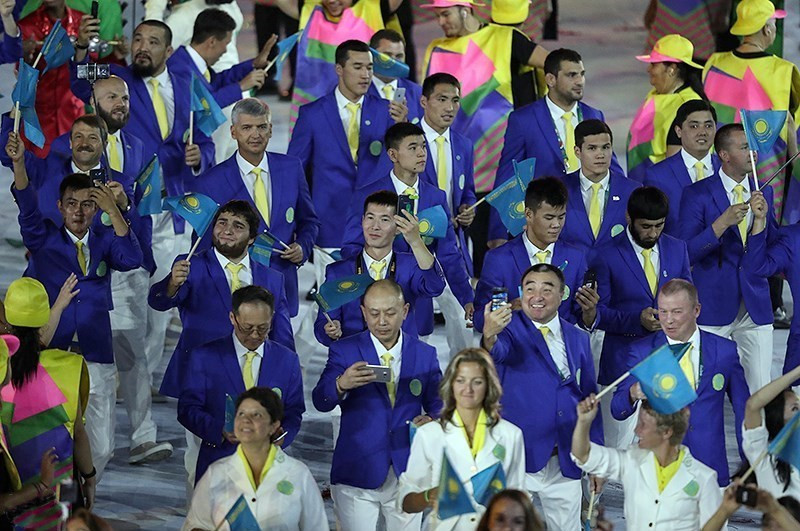
Delegația kazahă la ceremonia de deschidere

Delegația kazahă a cuprins 103 de sportivi: 54 bărbați și 49 femei (rezervele la fotbal, handbal, hochei pe iarbă și scrimă nu sunt incluse). Cel mai tânăr atlet din delegația a fost luptătoarea de taekwondo Sabina Așirbaeva (17 ani), cel mai vechi a fost canoista Natalia Sergheeva (40 de ani).
| Sport              | Masculin | Feminin | Total |
| ------------------ | -------- | ------- | ----- |
| Atletism           | 6        | 19      | 25    |
| Box                | 10       | 2       | 12    |
| Caiac canoe        | 7        | 5       | 12    |
| Canotaj            | 1        | 1       | 2     |
| Ciclism            | 3        | 0       | 3     |
| Gimnastică ritmică | 0        | 2       | 2     |
| Haltere            | 5        | 3       | 8     |
| Înot sincron       | _        | 2       | 2     |
| Judo               | 4        | 2       | 6     |
| Lupte              | 8        | 4       | 12    |
| Natație            | 2        | 1       | 3     |
| Pentatlon modern   | 1        | 1       | 2     |
| Scrimă             | 1        | 0       | 1     |
| Taekwondo          | 1        | 2       | 3     |
| Tenis              | 0        | 2       | 2     |
| Tenis de masă      | 1        | 0       | 1     |
| Tir                | 3        | 2       | 5     |
| Tir cu arcul       | 1        | 1       | 2     |
| Total              | 54       | 49      | 103   |

## Medalii

### Medaliați
| Medalie | Nume                      | Sport    | Probă              | Dată      |
| ------- | ------------------------- | -------- | ------------------ | --------- |
| Aur     | Dmitriy Balandin          | Natație  | 200 m bras         | 10 august |
| Aur     | Daniyar Yeleussinov       | Box      | 69 kg masculin     | 17 august |
| Argint  | Yeldos Smetov             | Judo     | 60 kg masculin     | 6 august  |
| Argint  | Zhazira Zhapparkul        | Haltere  | 69 kg feminin      | 10 august |
| Argint  | Vasiliy Levit             | Box      | 91 kg masculin     | 15 august |
| Argint  | Adilbek Niyazymbetov      | Box      | 81 kg masculin     | 18 august |
| Argint  | Guzel Manyurova           | Lupte    | 75 kg feminin      | 18 august |
| Bronz   | Galbadrakhyn Otgontsetseg | Judo     | 48 kg feminin      | 6 august  |
| Bronz   | Farkhad Kharki            | Haltere  | 62 kg masculin     | 8 august  |
| Bronz   | Karina Goricheva          | Haltere  | 63 kg feminin      | 9 august  |
| Bronz   | Olga Rîpakova             | Atletism | Triplusalt feminin | 14 august |
| Bronz   | Alexandr Zaichikov        | Haltere  | 105 kg masculin    | 15 august |
| Bronz   | Elmira Syzdykova          | Lupte    | 69 kg feminin      | 17 august |
| Bronz   | Yekaterina Larionova      | Lupte    | 63 kg feminin      | 18 august |
| Bronz   | Ivan Dychko               | Box      | +91 kg masculin    | 19 august |
| Bronz   | Dariga Shakimova          | Box      | 75 kg feminin      | 19 august |

### Medalii după sport
| Sport    | Aur | Argint | Bronz | Total |
| Box      | 1   | 2      | 2     | 5     |
| Haltere  | 0   | 1      | 3     | 5     |
| Natație  | 1   | 0      | 0     | 1     |
| Lupte    | 0   | 1      | 2     | 3     |
| Judo     | 0   | 1      | 1     | 2     |
| Atletism | 0   | 0      | 1     | 1     |
| Total    | 2   | 5      | 9     | 17    |

## Natație
| Sportiv            | Probă       | Calificări | Calificări | Semifinale   | Semifinale   | Finală       | Finală       |
| Sportiv            | Probă       | Timp       | Loc        | Timp         | Loc          | Timp         | Loc          |
| ------------------ | ----------- | ---------- | ---------- | ------------ | ------------ | ------------ | ------------ |
| Dmitri Balandin    | 100 m bras  | 59,47      | 9 C        | 59,45        | 8 C          | 59,95        | 8            |
| Yekaterina Rudenko | 100 m spate | 1:01,28    | 20         | Nu a avansat | Nu a avansat | Nu a avansat | Nu a avansat |